# The World Outside
The World Outside è il secondo album degli Eyes Set to Kill, dopo Reach, uscito nel 2009.

## Tracce
1. Heights – 3:25
2. Hourglass – 3:25
3. Deadly Weapons – 3:35
4. Interlude – 0:59
5. The World Outside – 3:45
6. March of the Dead – 4:18
7. Wake Me Up – 4:06
8. Hollow Pt1 – 0:55
9. The Hollow – 3:18
10. Risen – 2:48
11. Her Eyes Hold the Apocalypse – 2:59
12. Come Home – 4:14